# Burg Berlichingen
Die Burg Berlichingen, auch Schloss Berlichingen genannt, war eine Wasserburg, späteres Schloss im Ortsteil Berlichingen der Gemeinde Schöntal im Hohenlohekreis in Baden-Württemberg.
Die Wasserburg Berlichingen, vermutlich im 13. Jahrhundert erbaut, war ein turmartiges dreigeschossiges Steinhaus. Sie war die Stammburg der Herren von Berlichingen, seit 1292 hohenlohisches und ab 1347 würzburgisches Lehen. Vermutlich wurde hier um 1480 Götz von Berlichingen geboren. Das Schloss wurde im 17. Jahrhundert erstmals erwähnt und ist heute in Privatbesitz.